# 反舰弹道导弹

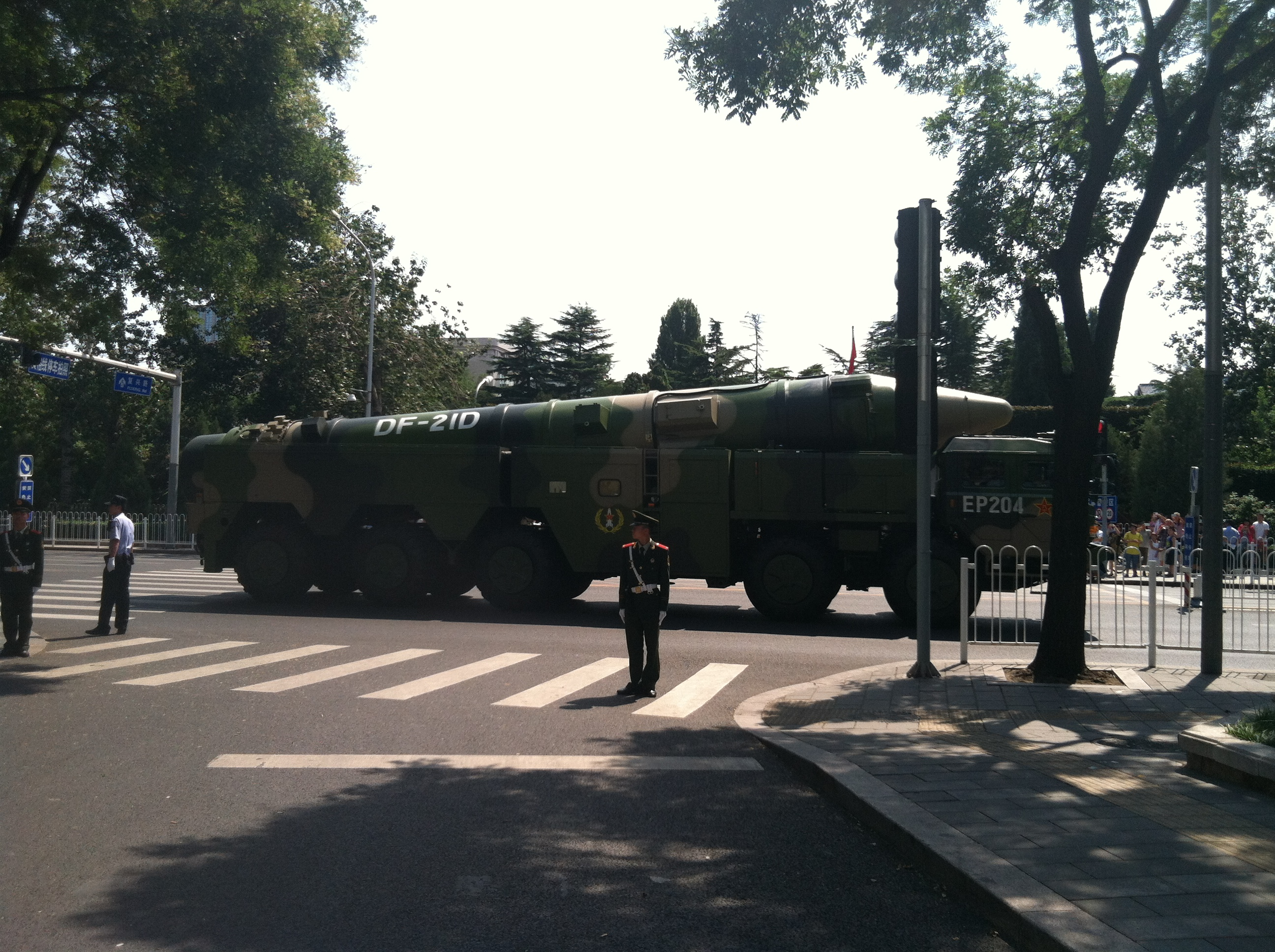
東風-21D

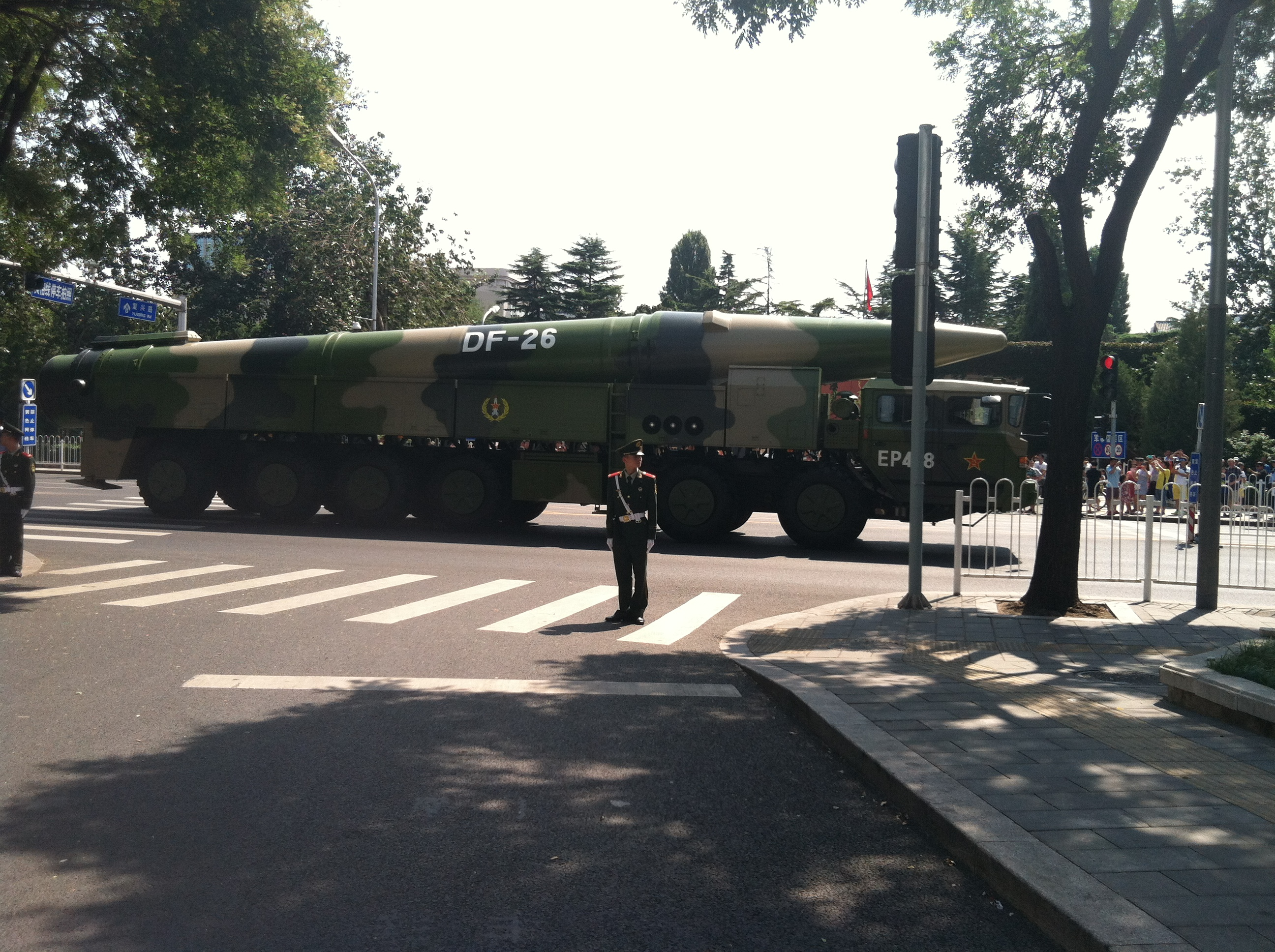
东风-26

反舰弹道导弹（ASBM）是一种军用弹道导弹系统。这是一种用于攻击海上军舰的中程弹道导弹。
反舰弹道导弹装备有足够大的常规弹头，加上高速飞行的巨大动能，它的一次撞击就足以重创甚至击沉一艘超级航空母舰。与携带核弹头的导弹不同，它需要直接命中才能摧毀目標。但不排除裝備其他類型彈頭可間接損傷敵方戰艦的可能性。因此它与典型的弹道导弹不同，它在短暂的初始加速阶段后，首先遵循弹道导弹的飞行轨迹，然后需要精确的高性能制导系统来引导它攻击移动中的目标。
由於極音速下氣動與黑障區的限制，該武器目前並沒有任何可靠證據證明它在高超音速飛行狀態下的攻擊有效性。但由於導彈不必直接命中目標也可損傷敵艦，所以高超音速反艦彈道飛彈強大的突防能力對現有防空系統（例如神盾戰鬥系統、標準一、二型防空飛彈）是巨大挑戰，對現役戰艦造成頗大威脅。

## 历史
1960年，苏联切洛梅設計局（OKB-52）的切洛梅在赫鲁晓夫的要求下提出了“UR-200”计划，即设计一种攻击海上机动目标的弹道导弹。然而，随着1964年赫鲁晓夫下台，该型导弹的原型火箭连续9次发射失败，该计划被国防工业部长乌斯季诺夫终止。
2005年，美国国防部声称中华人民共和国研制并测试了世界上第一种反舰弹道导弹——东风-21丁型导弹，射程约为3,000（1,900英里）。据估计该型导弹在2007年或2008年已经达到初步作战能力，而制导系统仍处在渐进的发展中，更多的无人机和卫星正编入该系统。美国假设东风-21反舰弹道导弹已经于2009年服役。
2011年2月，伊朗展示了“波斯湾”型（英語：Persian Gulf）近程反舰弹道导弹。这是一种以征服者-110导弹为基础的新型导弹成功击中固定的舰靶。有报道称，它是一种以东风-11为基础开发的近程弹道导弹，而前者的射程为250-300公里。
拉夫黑德上将说，美国在太平洋的几个陆上基地，更容易受到中国的弹道导弹攻击，因为他们不像航母能够移动以躲避打击。
2013年，一种名为东风21D型的反舰弹道导弹出现在中华人民共和国官方纪录片中。
美軍印太司令菲利普·戴维森在2020年哈利法克斯國際安全論壇表示，中國試射可能東風21D或東風26的四枚陸基反艦彈道飛彈，兩枚成功落入數千公里外西沙海域。
2021年，美國海軍研究協會新聞報導，根據Maxar提供的衛星圖片，在中國沙漠發現戰艦形狀的軌道系統，可模擬目標船艦躲避，更有類似儀器用的直立標桿等內部細節。這是首次發現中國開始研究機動能力，使得反舰彈道導彈不但能打擊固定位置，將來可能會攻擊正在進行移動的目標，報導指出這並非首度在沙漠地區設置航艦標靶，2003年以來就發現有等比例航艦輪廓的固定標靶，甚至曾拍到打靶過的彈坑且數度修復再使用。

## 著名型号

### 苏联
R-27K / 4K18 是以R27/4K10弹道导弹改进而来的反舰型号。"K"意为“Korabelnaya(船)”。苏联海军将一艘629型潜艇(G级)（K-102艇）进行改装用于该导弹的测试。

### 俄罗斯
俄国宣称其在伊斯坎德尔导弹基础上开发的匕首空射弹道导弹能够击中航母等舰船。

### 乌克兰
乌克兰武装部队装备的OTR-21“圆点”战术弹道导弹是苏联时代制造的武器，于2022年3月24日于乌克兰南部的別爾江斯克击沉了俄军停泊的一艘1171型大型登陸艦(最开始传言是奧爾斯克號，后经证实是薩拉托夫號)并击伤了另两艘舰船。雖然是停泊狀態，但这是首次以弹道导弹击沉敌方战舰的战例寫下歷史。

### 伊朗
伊朗生產了具有反艦型號的波斯湾导弹
2023年12月16日，胡塞武装使用波斯湾反舰弹道导弹II型打击一艘穿越红海，悬挂利比里亚国旗的商船“地中海宫殿三号”，附近的美国海军“卡尼”号驱逐舰证实雷达曾捕捉到該导弹。聲稱該事件成為人类史上首次成功使用反舰弹道导弹攻击水面移動舰艇。

### 美国
2024年，美國陸軍在「勇敢之盾24」（Valiant Shield 24）聯合演習中，首度使用「精準打擊飛彈」（PrSM）進行反艦彈道飛彈試射，並成功擊沉一艘退役的兩棲運輸艦，展示使陸軍也具備遠程反艦能力，該彈道導彈射程在500公里以上，可增加至1000公里。

### 中国

#### 东风-21D
东风-21D导弹是中华人民共和国研制的一种反舰弹道导弹。中国已有报道的超视距雷达研制工作是为了反舰弹道导弹的定位。
美国海军的回应是将关注的焦点由浅吃水的朱姆沃尔特级驱逐舰进行严密封锁，切换到建造装备有宙斯盾弹道导弹防御系统的驱逐舰。美国已经将大部分具有反弹道导弹能力的舰只调至太平洋，扩大所有宙斯盾驱逐舰的弹道导弹防御计划，并增加采购標準三型（SM-3）防空飛彈。美国还升級了用于跟踪弹道导弹发射的巨大网络，这为航母战斗群在导弹飞行过程中提前离开导弹的目标区域提供了预警。
马歇尔·霍伊尔写道，中国应该能压倒美国的宙斯盾弹道导弹防御系统，仅仅是因为中国在国内增加更多的反舰弹道导弹（和诱饵弹）比美国在西太平洋部署宙斯盾弹道导弹防御系统中的标准-3型导弹成本更低。这在约翰·派克建议需要多枚导弹来确保拦截每一枚来袭的反舰弹道导弹后尤其明显。
一些专家说这类导弹可能导致核武器扩散，以及中国与日本和印度发生军备竞赛。因为中国不是中程导弹条约的成员国，这甚至会终结美国与苏联签署的该条约。美国后于川普政府时期，以俄国违反条约义务及中国拒绝加入条约为由退出了中导条约，促成美國開始計畫發展反艦彈道武器。

#### 东风-26
东风-26是中华人民共和国中国航天科技集团研制的核常兼备中程弹道导弹，是继东风-21D后世界现役第二种大型中远程反舰弹道导弹。在纪念中国人民抗日战争暨世界反法西斯战争胜利70周年阅兵式上作为核常兼备导弹方队首个型号初次亮相。

#### 鹰击-21
鹰击21反舰导弹，是中华人民共和国已经装备的一型舰载高超音速反舰弹道导弹。于2022年4月中国海军节前夕在中国人民解放军海军的宣传视频中首次对外亮相，全程6马赫、末端10马赫。